# Pedro Sánchez Alemán
Pedro Sánchez Alemán (Murcia, 22 de febrero de 1966) es un jinete español. Fue campeón de España en 1993 y 1995.

## Participaciones en Juegos Olímpicos
- Seúl 1988, octavo en salto por equipos.
- Atlanta 1996, quinto en salto por equipos.